# 傅蒙庥
傅蒙庥（？年—？年），號鴻汀，陕西汉中府南郑县人。明末政治人物。

## 生平
崇祯三年（1630年）庚午科陕西乡试舉人，四年（1631年）联捷辛未科进士，大理寺观政，授即墨县知县，七年考察去职。十二年起补東昌府经历，升武强县知县，以贿赂吏部尚书田唯嘉，十一年升刑部四川司主事，不久被革职为民 。